# Herbert Keßler
Herbert Keßler, né le 2 février 1925 à Bludesch et mort le 27 juillet 2018, est un homme politique autrichien membre du Parti populaire autrichien (ÖVP).

## Biographie

### Débuts en politique
Élu député au Landtag de Vorarlberg en 1954, il devient trois ans plus tard bourgmestre de la petite ville de Rankweil, dans le district de Feldkirch.

### Landeshauptmann de Vorarlberg
À la suite des élections régionales du 18 octobre 1964, Herbert Keßler est investi à 39 ans Landeshauptmann de Vorarlberg le 29 octobre. Il succède à Ulrich Ilg, au pouvoir depuis 19 ans.
Au cours du  scrutin du 21 octobre 1979, il donne à l'ÖVP son meilleur résultat depuis 25 ans et son troisième meilleur score régional avec 57,46 % des suffrages exprimés.
Il démissionne le 9 juillet 1987 au profit de Martin Purtscher, après avoir passé près de 23 ans au pouvoir dans le Land, soit le record de longévité au Vorarlberg.